# 杨利伟
杨利伟（1965年6月21日—），出生于中华人民共和国辽宁省绥中县，飞行员、航天员。2003年10月15日，杨利伟乘神舟五号飞船首次（也是唯一一次）进入太空。他是第一位参加中国航天计划中国载人航天工程进入太空的航天员，也是第一位进入太空的中华人民共和国公民。
杨利伟现为中国人民解放军航天员大队特级员，曾任中国载人航天工程办公室主任，正军职，少将军衔。中国共产党第十七届中央委员会候补委员。2011年9月，当选国际宇航科学院院士。

## 生平

### 早年
1965年6月21日，文革前夕，出生在辽宁省绥中县绥中镇，父亲为他取名杨立伟。父亲杨德元、母亲魏桂兰是绥中县第三初级中学的教师，父亲杨德元后调县土产公司改行任业务股股长。姐姐杨利君比他大四岁，是绥中县文化旅游局的工作人员；弟弟杨俊伟从部队复员后在当地水利局工作。
曾就读于绥中第一幼儿园，上小学后他为自己改名杨利伟。1978年考入绥中县第一初中，1981年7月进入绥中县第二高中就读。在学校里，杨利伟的成绩一般，但是理科成绩优秀；爱好游泳、滑冰以及田径项目。
杨利伟的妻子张玉梅是绥中县小庄子乡孤家子村人，1983年从绥中县第一高中毕业考入锦州师范学院，毕业后被分配到小庄子乡中学当老师。1989年元旦杨利伟从青岛疗养后回家探亲，经母亲的一位同事介绍二人相识，1990年12月成婚。婚后杨利伟妻子作为空勤家属按照政策参军提干，调到西安工作。1998年随杨利伟调到总装备部载人航天部队。两人有一个儿子杨宁康，1995年出生。

### 空军
1983年6月，杨利伟18岁，从绥中县第二高中二年三班毕业（当时小学中学学制十年，2003年11月改名绥中县利伟高中）。考进中国人民解放军空军第二飞行基础学校，次年进入中国人民解放军空军西安飞行学院。1987年毕业，获得工学学士学位。分配至兰州军区空军强击航空兵第45师第134团（驻打拉池机场）任强五飞机飞行员。1988年授空军中尉。1992年晋升空军上尉。1992年夏，杨利伟所在部队到新疆中国核试验基地驻训，杨利伟驾机超低空飞行时遭遇单发空中停车险情，最终爬升高度翻越天山，安全降落，立三等功。1992年10月，因苏联解体，解放军全军精简整编，大量驻三北（东北、华北、西北）部队被撤销解散，空军航空兵第45师也被撤编。杨利伟的不少战友退伍转业，但他留在部队。空45师所属的航空兵第134团的25名飞行员编入空军航空兵第99团，他也在1993年3月到成都军区空军梁平机场，改飞歼六歼击机。1996年晋升空军少校。航天员生涯前，杨利伟有1350小时飞行经历。

### 航天员
1992年9月，中国载人航天工程立项。1995年9月，载人航天工程指挥部从空军现役飞行员中选拔预备航天员，从1500人中分阶段进行选拔。最终于1997年4月，录取包括杨利伟在内的12人为预备航天员。2003年10月14日，杨利伟被确定为执行中国首次载人航天飞行任务的航天员。
2003年10月15日9时，杨利伟乘坐的神舟五号载人飞船由长征二号F遥五运载火箭从中国酒泉卫星发射中心发射进入太空。杨利伟成为第一个进入太空的中华人民共和国公民，也是亚洲国家第六位进入太空的航天员。9时34分，杨利伟从太空向地面表示“感觉良好”。17时32分，飞船在进行第6圈飞行时，杨利伟与地面进行了第1次“天地对话”。18时40分，杨利伟在太空展示中国国旗和联合国旗，并向地球发出问候。19时59分，杨利伟与家人通话。在绕地球飞行14圈、21小时后，神舟5号飞船返回舱于16日6时23分在内蒙古四子王旗阿木古郎牧场的主着陆场成功着陆，杨利伟自主出舱、状态良好。
杨利伟在2010年出版的自传《天地九重》中透露，在神舟五号起飞阶段，火箭和飞船突然出现了10赫兹以下的低频共振，并叠加了6G的过载，这个过程持续了26秒，让他“感到非常痛苦”。杨利伟事后详细描述了这一过程，经研究飞船的共振主要来自火箭的振动；之后通过改进技术工艺，问题已得到解决。在飞行过程中，杨利伟即兴在工作日志背面写下了“为了全人类的和平与进步，中国人来到太空了”，并向镜头展示。杨利伟表示在太空没看到长城，“实际上看不到任何的单体建筑”。飞船着陆时杨利伟的嘴被麦克风磕破流血，出舱前经过医生止血。其自传的部分章节被选编为《太空一日》，收錄於人民教育出版社2018年七年級下冊《語文》教材。

### 军銜和政治职务更迭
1998年成为航天员后，由于中国航天员隶属总装备部编制，在2000年以前进入总部编制的军人一律改为陆军，改穿陆军军服，故杨利伟军衔由空军少校改为陆军少校。
2000年晋升中校。2003年提前一年晋升上校，晋升军衔命令在执行神舟五号飞行任务前已经下达，但在杨利伟返回地面后才通知他本人。2004年开始在清华大学攻读公共管理博士学位。2004年春节前夕破格晋升大校，2008年7月晋升少将。2007年10月在中共十七大上當選為中共中央候补委员。2012年11月，杨利伟在中共十八大后不再担任中共中央候补委员。
2009年1月，杨利伟获清华大学管理学博士学位。
2010年5月21日，被任命為中國載人航天工程辦公室副主任。2018年1月，当选第十三届全国政协委员。
2018年4月23日，任中国载人航天工程办公室主任。2018年7月12日，中国载人航天工程办公室原副主任郝淳担任中国载人航天工程办公室主任。
2019年1月17日，香港《明报》声称杨利伟因涉及徐才厚、张阳等人而遭撤职。杨利伟曾于2018年4月23日由中国载人航天工程办公室副主任提升为正主任，由副军职升正军职。但不到3个月的7月12日，杨利伟便被替换。而在2018年12月12日的一场公开活动中，杨利伟仍佩戴副军职资历章。另外，2018年12月公布的改革开放杰出贡献百人名单中，首位三次飞天的中国航天员景海鹏取代了杨利伟。1月19日，中国载人航天工程办公室通过其官方微博否定此消息，称杨利伟的职位变动属于达到领导干部任职最高年限后的正常转岗。2019年3月召开的全国两会上，杨利伟仍然以全国政协委员的身份参加会议并接受采访，从人民网微博发布的视频可见杨利伟仍佩戴少将肩章、副军级别、33年军龄级别资历章和中央军委装备发展部臂章。
2019年10月15日，载人航天工程总设计师、空间科学首席专家首次聘任仪式在北京举行，杨利伟获聘中国载人航天工程副总设计师。
2023年1月，杨利伟当选第十四届全国政协委员。

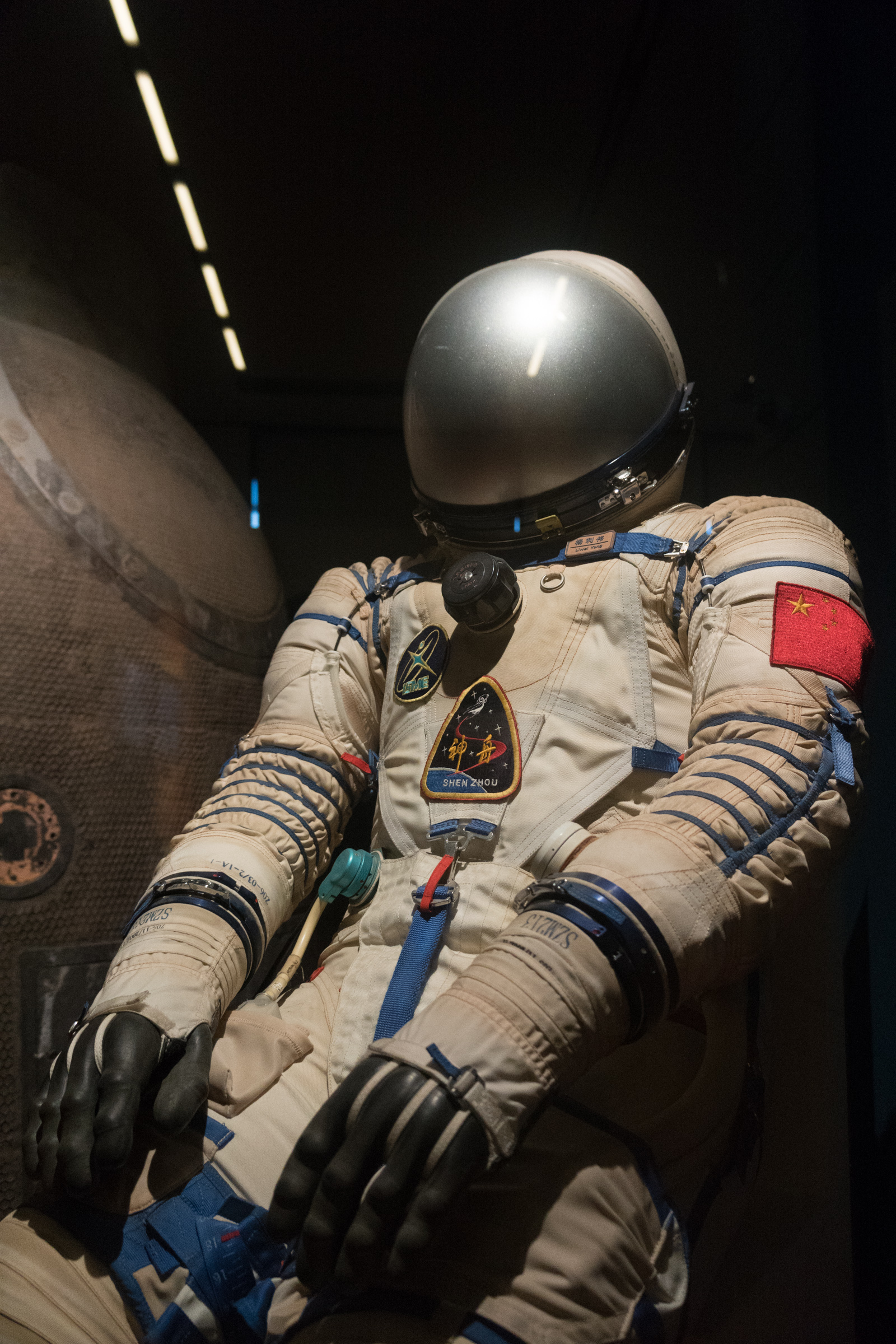
中国国家博物馆内展示的神舟五号任务中杨利伟所使用的舱内航天服

## 成就和荣誉

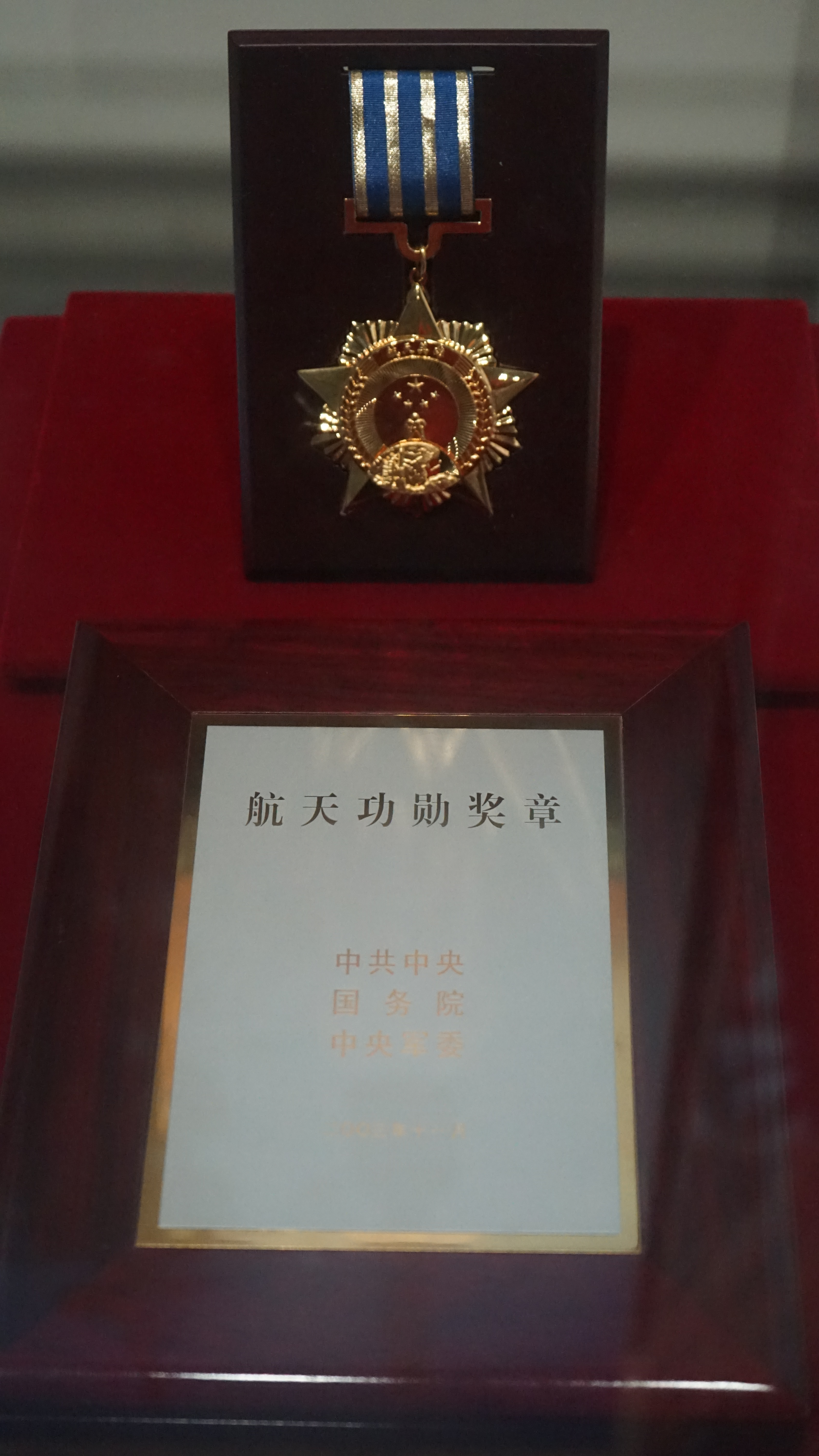
中共中央、国务院、中央军委授予杨利伟的航天功勋奖章样章。现藏军事博物馆。

2003年10月31日杨利伟访问香港，进行了为期六天的访问。11月5日上午，杨利伟又前往澳门继续访问。11月7日，杨利伟在人民大会堂从时任中央军委主席的江泽民手中接受了“航天英雄”荣誉称号的证书和航天功勋奖章。2004年12月9日，杨利伟获香港中文大学颁发荣誉理学博士学位。此后，杨利伟不时出访各国宣傳中國航天業。
2007年，小行星21064以杨利伟命名。
2008年7月22日，被授予中国人民解放军少将军衔。
2008年11月17日海南省文昌市文昌中学百年校庆期间，杨利伟受聘文昌中学荣誉校长。文昌市现为中国文昌航天发射场所在地。2018年11月23日，杨利伟受邀出席文昌中学110年校庆，并题字勉励学子
2017年10月，杨利伟获得由联合国教科文组织颁发的“空间科学奖章”。首批仅四位航天员获得该奖章，杨利伟成为获奖人之一。
2018年1月25日，和其他11名航天员一同被中共中央宣传部授予航天员群体“时代楷模”荣誉称号。
2019年1月16日，杨利伟被中国科协聘任为“科普中国”形象大使。
2024年4月24日，楊利偉榮獲「錢學森最高成就獎」。

## 执行任务
| 次序   | 任务名称 | 发射时间 （UTC）         | 着陆时间 （UTC）         | 运载火箭     | 对接   | 任务时长       | 舱外活动次数 | 舱外活动时长 |
| ------ | -------- | ------------------------ | ------------------------ | ------------ | ------ | -------------- | ------------ | ------------ |
| 1      | 神舟五号 | 2003年10月15日, 01:00:03 | 2003年10月15日, 22:22:48 | 长征二号F遥5 | N/A    | 21小时22分45秒 | N/A          | N/A          |
| 合计： | 合计：   | 合计：                   | 合计：                   | 合计：       | 合计： | 21小时22分45秒 | 0            | 0            |

## 参演电影
- 《我要飞翔》（2009年10月13日）
- 《东方神舟》（2004年）